# サイバーナビ

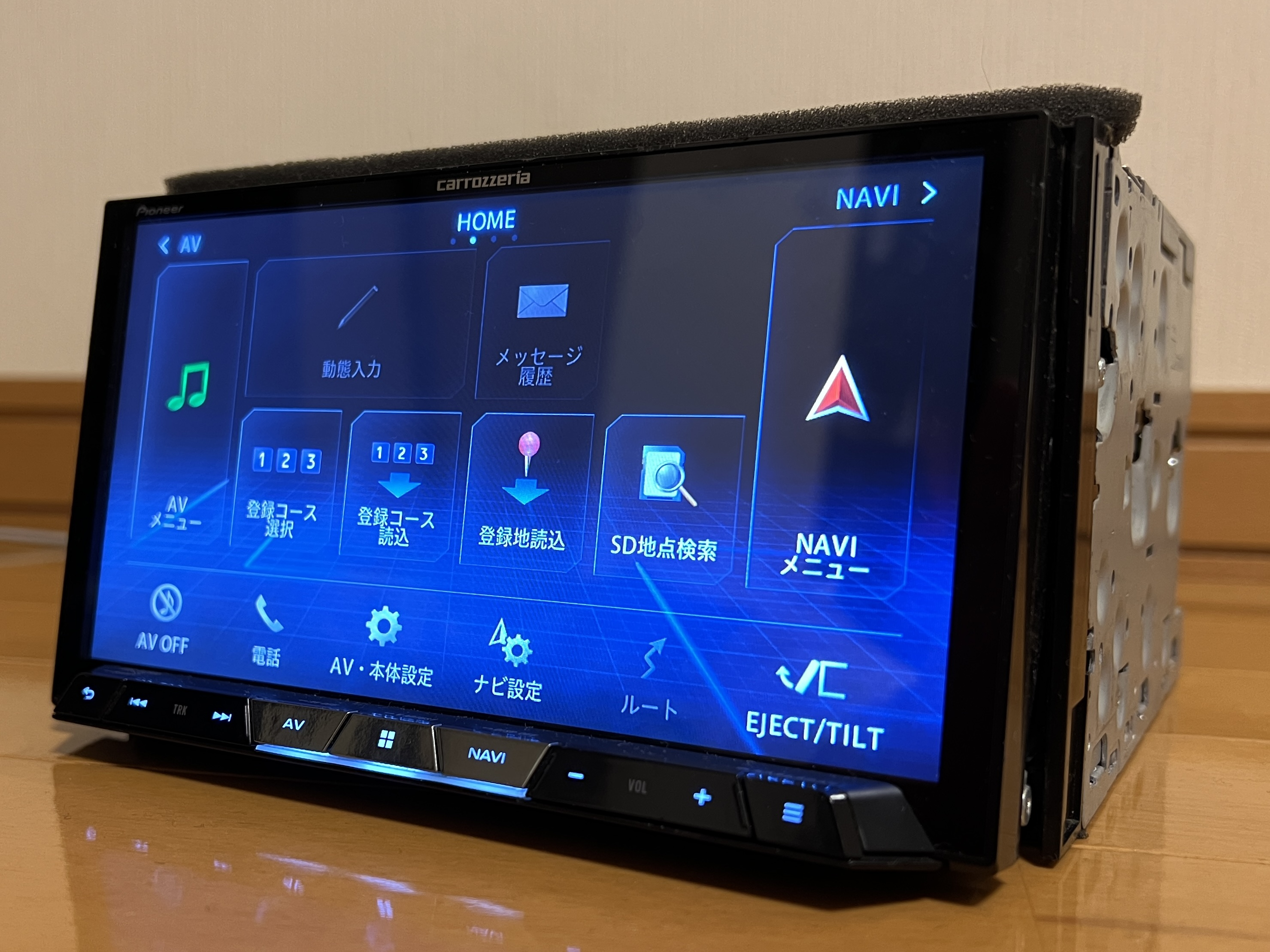
業務用ナビゲーションのAVIC-BZ500。2017年モデルのサイバーナビをベースとしている。

サイバーナビ（英語: CYBER NAVI）は、パイオニアの車載用AV機器事業ブランドであるカロッツェリアのカーナビゲーションブランドの一つで、フラッグシップモデルである。初代のサイバーナビは1997年（平成9年）に発売された。本機の地図はジオテクノロジーズから提供を受けている。現在の表記名は「CYBER NAVI」。

## 解説

### 概要
本機は1990年に、GPSで自車位置が確認できるカーナビゲーションとして、世界で初めて発売された。
1997年に世界初のDVDカーナビゲーションシステムとして発売開始され、2001年には、国内初のHDDカーナビが発売され、大容量で書き込みができるようになった。2009年には、スマートループによる国内の全道路の渋滞情報が把握できるカーナビを発売し、2011年には、現実の風景にいろいろな情報を重ねるARカーナビを発売して、常に新しい機能を生み出したカーナビである。2016年には、本機初の10V型カーナビが発売された。また、同年の本機から効果音や音声案内のプロデュースは中田ヤスタカ（CAPSULE）が担当した。

### 価格
サイバーナビは楽ナビと比べて、最先端技術の機能が搭載されていることもあり、楽ナビよりも高価な商品である。ここでは過去の本機の希望小売価格を高い順から紹介する。
※オープン価格は除く。
※「型番」（モデル発売年）である。
- 1位 43万円
  - 「AVIC-VH009MDG」（2006）
- 2位 41万円
  - 「AVIC-VH009G」（2006）
- 3位 39万円
  - 「AVIC-VH099MDG」（2007）
- 4位 37万円
  - 「AVIC-ZH900MD」（2004）
  - 「AVIC-ZH009G」（2006）
  - 「AVIC-VH099G」（2007）
- 7位 36万円
  - 「AVIC-VH9000」（2008）
  - 「AVIC-VH9900」（2009）
- 9位 35万円
  - 「AVIC-ZH900」（2004）
  - 「AVIC-ZH990MD」（2005）

## 沿革
- 1990年：世界初のGPSカーナビ発売[1]。
- 1997年：国内初のDVDカーナビを発売し、ディスクの入れ替えなしで、走行可能となった[1]。また、このモデルから「サイバーナビ」という名称が付けられた。
- 2001年：国内初のHDDカーナビを発売し、音楽CDを録音できるようになった[1]。
- 2005年：地図情報の更新方法に、これまで内蔵HDDを送付して書き換えを依頼する手段のほかに、インターネット経由で書き換えを行う方式が採用される[6]。
- 2006年：スマートループに対応し、本機の画面解像度がQVGAからVGAに変更された[7]。
- 2007年：スマートループの機能拡充に伴いプローブ型交通情報配信サービス対応[8]。
- 2008年：同年発売モデルよりインターネット経由での地図情報を最大3年間無償で更新できるサービスを開始[9][10]。
- 2009年：オプションでDSRCユニットが装着可能となる機種を発売[11]。
- 2010年：スマートループと独自の“燃費推定技術”により「エコ・ルート検索」が搭載された[12]。
- 2011年：ARスカウターモード・ロードクリエイター対応機種を発売[13]。
- 2012年：ヘッドアップディスプレイ対応機種を発売[14]。
- 2016年：本機初の車種専用10V型カーナビを発売し、それと同時に2001年から続いた記録媒体がHDDからフラッシュメモリに変更された[3]。また、8V型以上のモデルの画面解像度がVGAからXGAに変更された[15]。今回からVICSのVICS WIDEに対応しており、これに応じてVICS用ビーコン（光ビーコン・電波ビーコン）には対応しなくなったが[16]、2017年モデルからは光ビーコン専用（電波ビーコン不可）ユニットと対応している[17]。
- 2018年
  - 4月に本機初のハイエンドオーディオカーナビ「サイバーナビ Xシリーズ(7V型・180mmモデル)」を発表。ベースモデル(AVIC-CZ902)と比較して、銅メッキシャーシを使用、新日本無線製「MUSESシリーズ」のハイエンドオーディオ用オペアンプを合計6基搭載し、本機の主要ハードキー(NAVI/AV/HOME)とスマートコマンダーのロータリー部分にローズゴールドの蒸着塗装を施している[18]。同年10月に8V型も追加され、12月に発売された[19]。
  - パイオニア80周年記念モデルとして発売された「AVIC-CZ902XS-80」（80台限定／価格24万8000円(税別)）が受注開始後1分で完売した[20]。

## 主な機能・特徴
※（）内は対応するモデル年
- ソリッドシティマップ（2001年〜2010年）
ドライバーが現在走行している実際の街並みをドライバーの視点から精巧に描写し、画面上に再現する3D表示地図。主要都市や都市高速などで表示が可能である[21]。なお、この機能は本機に地図提供しているインクリメント・ピー（地図データの提供）、キャドセンター （3次元CG技術、高速立体化技術の提供）、パスコ（航空写真、建物の高さの測量データの提供）の3社によって作成された3次元デジタル地図「MAPCUBE」を使用して制作されている[22][23]。
- ARスカウターモード（2011年〜）
車内に設置した専用カメラから取り込んだ前方映像を映像処理して、実際の風景に合わせて必要な情報をカーナビ画面に表示する機能[24]。ルート案内だけでなく、車間距離・走行車線・標識・信号から運転手へ注意喚起を促す機能も持つ。
- ロードクリエイター（2011年〜2015年）
カーナビの地図上にない道路を実際に走行すれば、走行軌跡データで地図上に道路を作ることが可能で、その道路をルートに使用することも可能[25]。
- AR HUDモード（2011年〜2015年）
運転席の上部にHUDを設置し、必要な情報だけを表示する機能[26]。
- スーパールート検索（2016年〜）
スマートループでリアルタイムな交通情報と日時・季節・天気・大型連休などを分析し、目的地までの時間と料金の効率を考慮して最適なルートを提案する機能。ETC割引に考慮したルートも対応[27]。
- 自車位置精度（2016年〜）
パイオニアが開発した自車位置精度専用システム「レグルス」と「6軸3Dハイブリッドセンサー」を採用し、3種類の衛星GPS・グロナス・みちびきの同時受信とGPSの補正データ「SBAS」に対応し自車位置を受信する[28]。
- マスターサウンドリバイブ（2017年〜）[29]
CD音源などの可聴帯域内に存在する量子化ノイズの除去を行い、可聴帯域以上の音楽信号を復元させることで再生周波数帯域をハイレゾ音源に近づける機能[30]。

## 型番
※太字は現在販売している製品である。（生産終了品は除く）
※（）内は発売されているモデル年
- AVIC-CEシリーズ（2016年〜）
  - 車種専用10V型（WXGA）メインユニット。品番の最後に車種を表すアルファベット2文字が追加される。
- AVIC-CQシリーズ（2019年〜）
  - 9V型（WXGA）メインユニット。
- AVIC-CLシリーズ（2016年〜）
  - 8V型（WXGA）メインユニット。2018年10月に高音質に特化した「Xシリーズ(AVIC-CL9xxXS)」が追加された。
- AVIC-CWシリーズ（2016年〜）
  - 7V型（WVGA）200mmワイドメインユニット
- AVIC-CZシリーズ（2016年〜）
  - 7V型（WVGA）2DINメインユニット。2018年6月に高音質に特化した「Xシリーズ(AVIC-CZ9xxXS)」が追加された。
- AVIC-VHシリーズ（2006年〜2015年）
  - インダッシュ方式 AV一体型
- AVIC-ZHシリーズ（2002年〜2015年）
  - AV一体型
- AVIC-Hシリーズ（2008年〜2010年）
  - XHシリーズの後継。VHシリーズのナビゲーション部分だけをシリーズ化。他のAV機器と接続する必要がある。
- AVIC-XHシリーズ（2001年〜2007年）

## テレビCMソング
※過去にコマーシャルソングとして使用されたものである。
- CAPSULE -「WORLD OF FANTASY」（2011年使用）[31]